# キタキュウマン
キタキュウマンは、福岡県北九州市のローカルヒーロー。
北九州市若松区出身の滝夕輝（たきゆうき、きたきゅうのアナグラム）が2013年から変身し、北九州市をPRする活動を行う。2014年5月24日、北九州市から特命大使（観光）を「キタキュウマン」名義で委嘱された際に、メディアのインタビューに頭の被り物を外して対応した。滝を演じているのは、「キタキュウマンプロジェクト」の代表・プロデューサーであり、若松区出身で高稜高校卒の金廣邦高（大阪大学外国語学部卒）である。

## 設定
キタキュウマンは戦闘を好まず、必殺技は「詮索」や「悩み相談」である。戦わない理由として、本人は「体が硬くアクションが苦手である」とされたが、2017年のコスチュームバージョンアップにより戦闘が可能となった。キタキュウマンの原型は1945年に八幡東区の鉄工所で製造された「無敵特攻服」という兵器である。しかし、製造後に日本は終戦を迎え、無敵特攻服は実戦に投入されることは無いまま幻の兵器として安置された。しかし、2013年に探検好きの滝夕輝によって再発見された無敵特攻服は、八幡西区の北九州学術研究都市に潜む企業「NordNeun」（ノルトノイン）によってキタキュウマンスーツへと改造された。スーツは初代、2代目、3代目を経て、2017年6月に現行の4代目が登場した。体が硬くアクションが苦手なため戦闘を避けたが、4代目スーツの性能により柔軟性により多少のアクションが可能となった。無敵特攻服はキタキュウマンに変身可能なヒーロースーツであり、現所有者である滝が『戦いま宣言』をしたが、元々は戦闘用なので防御力は本物である。そのため、キタキュウマンの言う「体が硬い」とは「肉体の柔軟性」だけでなく、無敵特攻服の硬度も意味する。2014年6月現在、2度のバージョンアップ経て4着が存在しており、最新式以外は現在レンタルサービスが行われている。レンタルの場合『生脱ぎ（変身中に人前でヘルメットを外して素顔を晒す）』行為は禁止となっている。

### 誕生までの変遷
1945年8月
製鉄所ではなく八幡の小さな鉄工所で「無敵特攻服」が製造される。
1945年8月15日
終戦により無敵特攻服は実戦に投入されず無敵特攻服は頑丈な金属製の箱に封印された。
2013年1月
滝夕輝が鉄工所跡を探索していた際に無敵特攻服を発見する。そして、滝が誤ってノルトノイン社に入った。
2013年1月15日
八幡市西区学研都市に存在する謎の企業ノルトノイン社により無敵特攻服が改造され、キタキュウマンが誕生した。
2013年10月
ノルトノイン社の株価上昇に伴い、キタキュウマンスーツは改造された。

### 誕生後の変遷
初代
2013年に導入されたキタキュウマン初のスーツ。黒インナーと赤フレームアーマー、左肩にチューブ、頭部に4本の赤い角だった。胸部は半円柱状のアーマー、バイザー部は視界を確保するための複数の穴がある。
2代目
同年10月に改造された新型特攻服。『主な改造点は世界一の「小顔化」、及びボディの厚みを増した「アメフト選手化」である』としている。また、胸部パーツのデザインが一新され、肩のチューブ内の電飾により青く発光する。なお、バイザー部はマジックミラー号や遮光ガラスではなく、複数の穴が開いているタイプで発声可能である。そのため、素顔を晒さずキタキュウマンとして話す際は、口元ではなくバイザー部にマイクを当てた。
3代目
2014年5月にノルトノインとグリーンパークが協力し、クラウドファンディングによる改造が行われ、外見はバージョンアップした。なお、『（見た目が）かなりレベルアップした』『主にパトロールのために作られ、戦闘性能は制御してある』としている。正式発表の際はノルトノイン社のFacebookページで設計図や各部位の写真などが小出しで載せられるなど、先代までのデザインを踏襲しつつも多くの変化がなされた。2代目まであった肩のチューブがオミットされ、バイザー部の穴も消えた。また、更に『小顔化』がなされ、頭部の角も調整された。全てのパーツの造形が強化され、3代目よりメインカラーはメタリックレッドに変更された。お披露目の2014年5月24日に北九州市市長である北橋健二により北九州市観光大使に任命された。
4代目（現行）
2017年6月、リバーウォーク北九州にて開催されたヒーローショーで公表された新型コスチューム。メインカラーのメタリックレッドには光の具合で変化するマジョーラカラーが使用された。また、3代目スーツで掲載されていたグリーンパーク、北九州名物ネジチョコのロゴに加え、worknine、inkspotなどが追加された。スーツの新造により戦闘可能となった。なお、「スーツの力である」とヒーローショーシナリオ上で発表されている。